# 小腸内視鏡
小腸内視鏡（しょうちょうないしきょう、英: enteroscopy）とは、十二指腸水平脚～空腸～回腸に至る小腸を観察するための内視鏡。
以下の二つがある。
- ダブルバルーン小腸内視鏡

フジノンの製品。2003年に発売。同社の内視鏡機器以外では対応していない。
- シングルバルーン小腸内視鏡

オリンパスの製品。2007年に発売。フジノンのダブルバルーン小腸内視鏡に対抗して開発。同社の内視鏡機器で用いられている。